# Серро-Параналь
Се́рро-Парана́ль (Cerro Paranal) — гора в пустыне Атакама на севере Чили. Высота вершины над уровнем моря — 2640 м. Гора расположена в 12 км от побережья Тихого океана. В 120 км к северу от Серро-Параналь располагается город Антофагаста, а в 80 км к югу — Тальталь.
Климатические и географические условия делают Серро-Параналь удобным местом для астрономических наблюдений. На вершине горы размещается Паранальская обсерватория, обладающая мощным наземным телескопом VLT.